# Chaumont-sur-Aire
 Chaumont-sur-Aire  es una población y comuna francesa, en la región de Lorena, departamento de Mosa, en el distrito de Bar-le-Duc y cantón de Vaubecourt.

## Demografía
| 186 | 186 | 173 | 157 | 151 | 157 |
| Para los censos de 1962 a 1999 la población legal corresponde a la población sin duplicidades (Fuente: INSEE [Consultar]) |     |     |     |     |     |